# 1991 TM
1991 TM är en asteroid i huvudbältet som upptäcktes den 1 oktober 1991 av den australiensiske astronomen Robert H. McNaught vid Siding Spring-observatoriet.
Asteroiden har en diameter på ungefär 5 kilometer och den tillhör asteroidgruppen Vesta.